# NGC 2457
NGC 2457 est une galaxie spirale située dans la constellation du Lynx. NGC 2457 a été découverte par l'astronome britannique Ralph Copeland en 1874.

## Caractéristiques
Sa vitesse par rapport au fond diffus cosmologique est de 7 350 ± 31 km/s, ce qui correspond à une distance de Hubble de 108,4 ± 7,6 Mpc (∼354 millions d'al).

## Historique: PGC 22161 ou PGC 22171?
Copeland indique dans ses notes que la galaxie observée est pâle, assez vaste et située au sud-ouest de NGC 2456. PGC 22161 et PGC 22171 sont toutes deux au sud-ouest de NGC 2456. La position indiquée par Copeland est cependant entre ces deux galaxies. Alors quelle choisir ? Toutes les sources (Steinicke, NED, LEDA et le professeur Seligman) choisissent la galaxie la plus à l'ouest comme étant NGC 2457. Mais, la base de données Simbad et WikiSky font l'autre choix, sans donner d'explications toutefois.